# Eva Dahlgren
För andra betydelser, se Eva Dahlgren (olika betydelser).

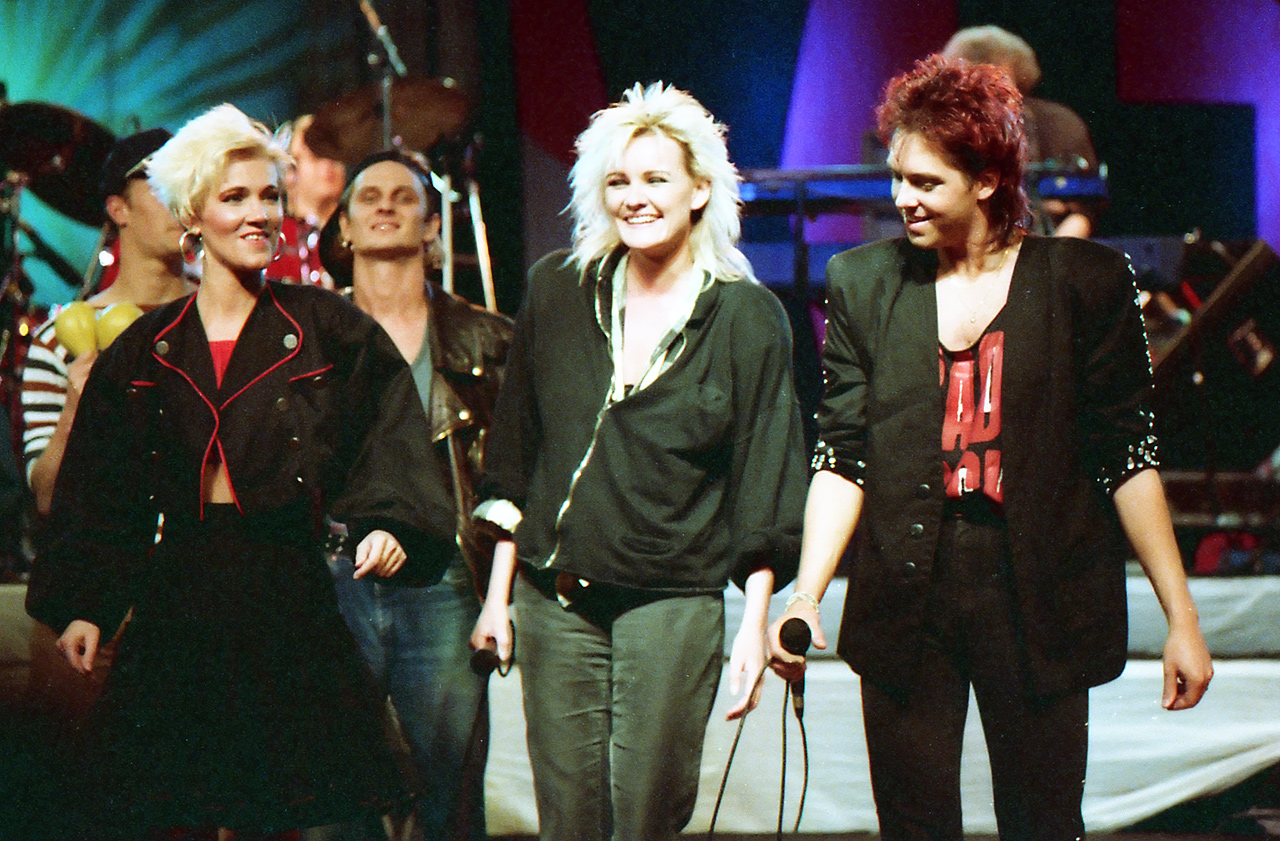
Eva Dahlgren, på scen tillsammans med Roxette och Orup under 1987 års konsertturné Rock runt riket.

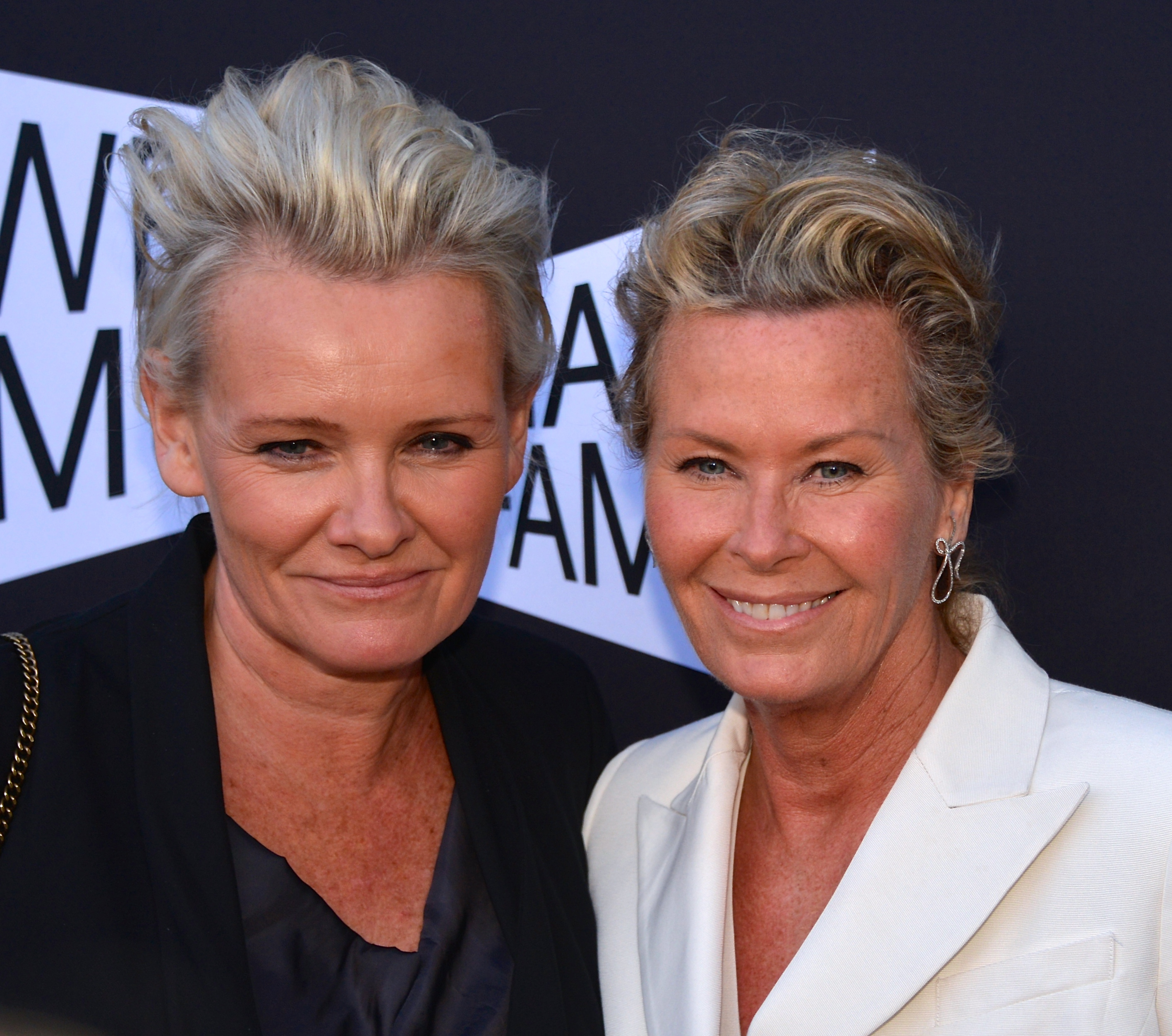
Eva Dahlgren och Efva Attling i samband med öppnandet av Abbamuseet den 6 maj 2013.

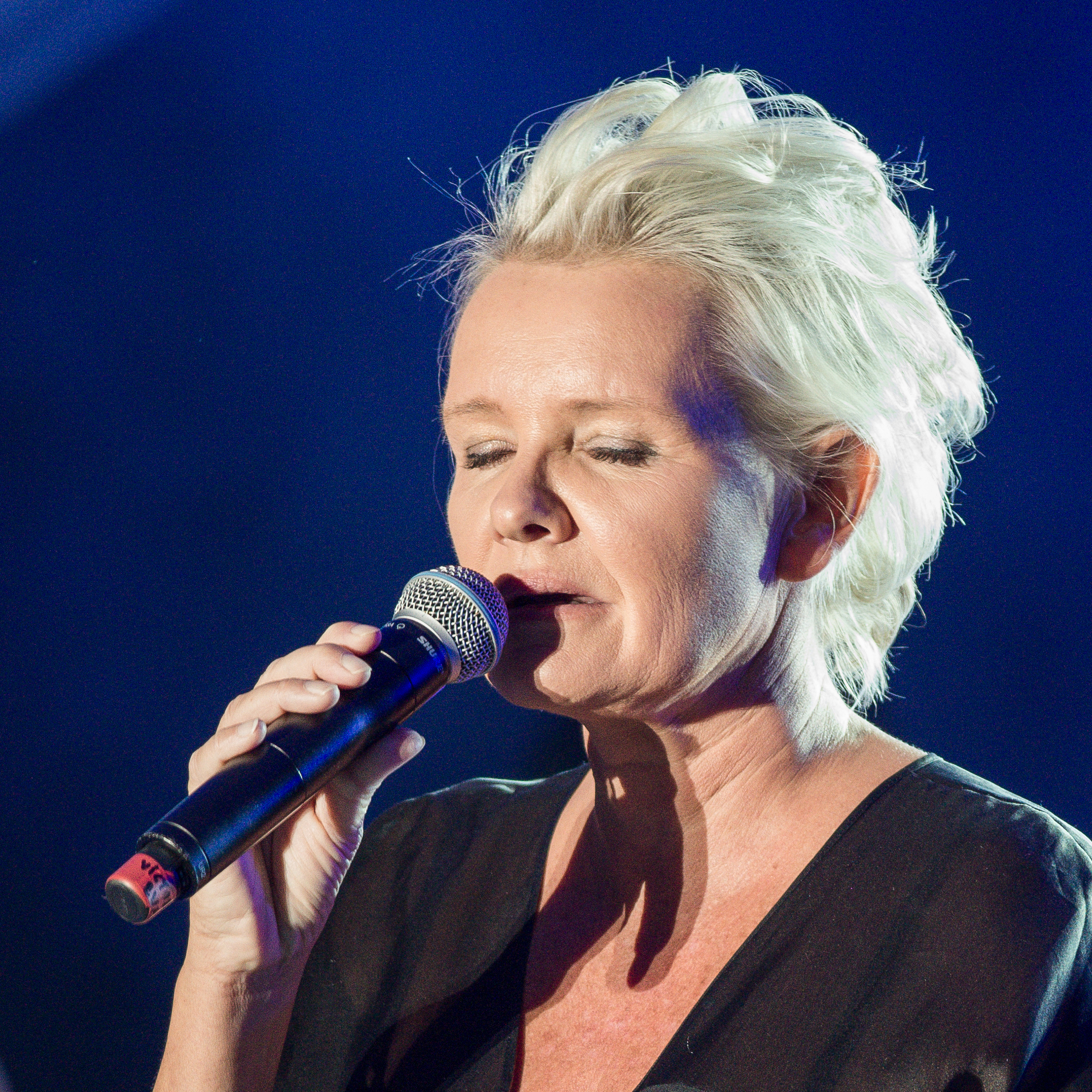
Eva Dahlgren på Stockholm Pride, 2014.

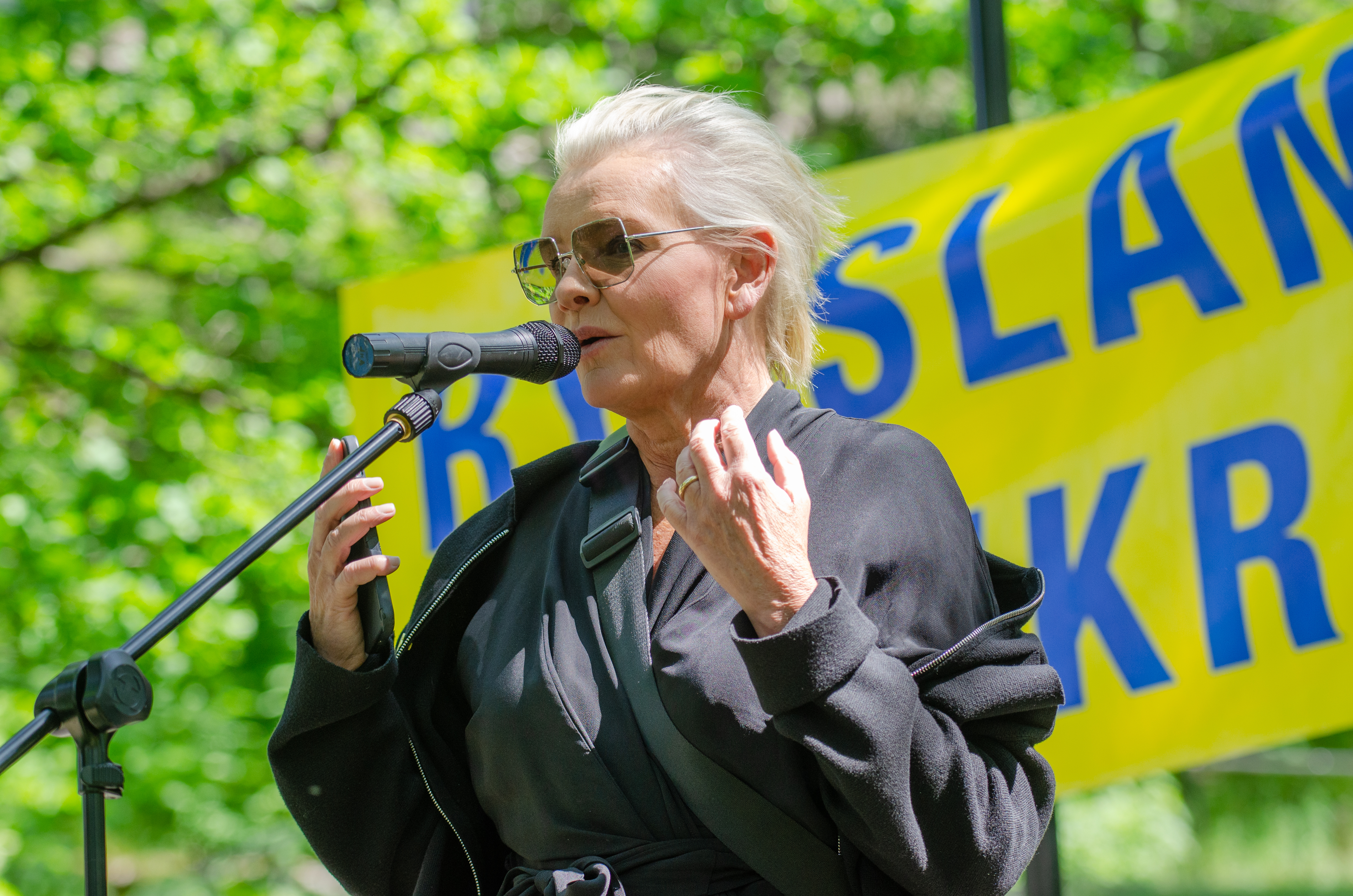
Eva Dahlgren under en demonstration mot Rysslands krig i Ukraina på Fria Ukrainas plats utanför ryska ambassaden i Stockholm den 7 juni 2023.

Eva Charlotte Dahlgren Attling, född Dahlgren den 9 juni 1960 i Umeå stadsförsamling, Västerbottens län, är en svensk sångare och låtskrivare. Hon är även barnboksförfattare och debuterade i denna genre 2001 med berättelsen Lars & Urban och pudelstjärnorna. Dahlgren medverkade i filmen G – som i gemenskap år 1983, samt har varit värd för radioprogrammet Sommar 1991, 1996 och 2010. 2011 var Dahlgren en av deltagarna i Så mycket bättre i TV4.

## Biografi

### Musikkarriär
Efter att ha uppträtt i TV-programmet Sveriges magasin 1978 blev Eva Dahlgren kontaktad av musikproducenten Bruno Glenmark och samma år kom debutalbumet Finns det nån som bryr sej om, som producerades av Bruno och Anders Glenmark. Eva Dahlgren kom på tredje plats i Melodifestivalen 1979 och deltog även 1980.
1987 deltog hon i konsertturnén Rock runt riket, tillsammans med Roxette, Ratata och Orup.
Hennes hittills största kommersiella framgång kom 1991 med albumet En blekt blondins hjärta, som sålde i över 500 000 exemplar. På Grammisgalan 1992 vann hon Grammispriset i fem kategorier: årets artist, årets album, årets singel, årets kvinnliga artist och årets kompositör. Med totalt nio Grammisutmärkelser och tre Rockbjörnar (januari 2008) är hon en av de mest prisbelönade svenska artisterna i modern tid, se nedan. Dessutom tilldelades hon Stockholms stads Bellmanspris 1996. 
Hon gjorde 1995 en konsert på Stockholms Centralstation tillsammans med Radiosymfonikerna under ledning av Esa-Pekka Salonen.
Hon har varit med i bandet Buddaboys tillsammans med Mija och Greta Folkesson.
Eva Dahlgren är en av de populäraste svenska sångerskorna i Finland, där fem av hennes album har sålt guld.
Efter mordet på Anna Lindh 2003 inledde hon ceremonin i Stockholms stadshus med låten "Ängeln i rummet". Hon deltog även på minneskonserten i Kungsträdgården på 10-årsdagen den 11 september 2013.

### Privatliv
Hon kom ut som homosexuell 1996 när hon ingick registrerat partnerskap med Efva Attling den 25 januari.
Paret ingick äktenskap den 15 november 2009 på Hotel Rival i Stockholm. Dahlgren är uppväxt i Nynäshamn men är nu bosatt på Södermalm i Stockholm och har fritidshus på Tynningö.
2008 berättade Dahlgren att hon hade kontaktats av Svenska kyrkan för att skriva texten till ett nytt Requiem komponerat av Jan Sandström. Under det inledande arbetet kom hon fram till att hon var ateist, vilket ledde till att hon inte tog uppdraget.

## Stil
Eva Dahlgren har skrivit text och musik till en stor del av sina låtar, samt sjunger, spelar instrument och har deltagit i produktionen. Vid sin debut 1978 var hon påverkad av folkmusik och schlager, medan musiken under 1980-talet blev mer rockig. Hennes djupa kontraalt med brett register är kännetecknande för hennes låtar, samt att hon genom att sjunga nära mikrofonen skapar en intim viskningssång, ibland, som i Ängeln i rummet, med hörbara suckar och andetag.
Hon har sagt sig vara inspirerad av Edith Södergran, vilket är särskilt tydligt i låten Ung och stolt från skivan med samma namn (1987) som lånar formen av Vierge moderne. Hennes artisteri och texter brukar betecknas som äkta, vanligen tolkat i termer av själslig nakenhet som det kommer till uttryck i Jag klär av mig naken.
Hon har under karriären återkommit till en religiös tematik i sina texter, och som i Vem tänder stjärnorna och Jag är Gud finner en helighet i självet genom att bejaka större och okontrollerbara krafter vilket uppnås när hon släpper fram sitt sanna jag.

## Priser och utmärkelser

### Rockbjörnen
Dahlgren har vunnit Rockbjörnen i kategorin "Årets svenska kvinnliga artist" tre gånger: 1981, 1984 och 1991.

### Grammis
Eva Dahlgren har även vunnit följande Grammisar genom åren:
1987
- Årets kvinnliga pop/rockartist - Ung och stolt

1989
- Årets kvinnliga rockartist: Fria världen 1.989
- Årets låt: "Ängeln i rummet"

1991
- Årets artist: En blekt blondins hjärta
- Årets kvinnliga pop/rockartist: En blekt blondins hjärta
- Årets album: En blekt blondins hjärta
- Årets låt: "Vem tänder stjärnorna?"
- Årets kompositör

1995
- Årets artist: Jag vill se min älskade komma från det vilda

Enligt IFPI:s lista över Grammisvinnare genom åren är Eva Dahlgren med sina nio Grammisutmärkelser nummer tre på listan över de artister, som vunnit flest Grammis. Bara Per Gessle (10 st) och Kent (16 st) har vunnit fler.
Dahlgrens hustru Efva Attling har designat den nya Grammisstatyetten, som delas ut från och med 2008 års Grammisgala (för 2007 års prestationer).

### Övrigt
- 1996 – Allan Hellman-priset tillsammans med Efva Attling.[14]
- 2015 – Invald i Swedish Music Hall of Fame[15]
- 2024 – Pro Finlandia-medaljen.[16]

## Diskografi

### Originalalbum
- 1978 – Finns det nån som bryr sej om
- 1980 – Eva Dahlgren
- 1981 – För väntan
- 1982 – Tvillingskäl
- 1984 – Ett fönster mot gatan
- 1987 – Ung och stolt
- 1989 – Fria världen 1.989
- 1991 – En blekt blondins hjärta
- 1992 – Eva Dahlgren (engelskspråkigt album med i stort sett samma musik som En blekt blondins hjärta)
- 1995 – Jag vill se min älskade komma från det vilda
- 1999 – Lai lai
- 2005 – Snö
- 2007 – Petroleum och tång
- 2016 – Jag sjunger ljuset
- 2020 – Evalution

### Samlingar
- 1984 Känn mej (LP)[17]
- 1989 Känn mej (CD)
- 1989 Fotspår (CD)[17]
- 1989 Eva Dahlgren Collection (dubbel-LP)
- 1992 För minnenas skull (dubbel-LP/cd)
- 2007 En blekt blondins ballader
- 2012 Tid - Urval av sånger 1980 till nu

Kommentar: CD:n Känn mej innehåller 1979 års utgåva av vinyl-LP Finns det nån som bryr sig om samt åtta av tio låtar från vinyl-LP Eva Dahlgren. Låten "Halva dej", som ingick på 1978 års utgåva av LP:n Finns det nån som bryr sig om, ingår inte på CD:n Känn mej. Låten "Halva dej" har hittills inte givits ut på CD. CD:n Fotspår innehåller resterande två låtar från albumet Eva Dahlgren, samtliga titlar från vinyl-LP Tvillingskäl, samt Dahlgrens låtar från filmen "G", singeln "Ingenting" och låten "Steal Me a Life".

### Livealbum
- 1999 La la live (två format, CD och DVD-A)
- 2008 Himlen är inget tak

### Vinylsinglar
- 1978 Jenny Mattress / You My Friend (1978)
- 1978 Jenny Mattress / Help Me to the Door (Västtyskland, 1978)
- 1979 Om jag skriver en sång / Halva dig (1979)
- 1980 Jag ger mig inte / Just Rubbish (1980)
- 1981 Rätten till mitt liv / Tired of Love (1981)
- 1981 Jenny Mattress / Dead Love (1981)
- 1982 Ingenting / If I Was the Queen (1982)
- 1987 Hjärtats ödsliga slag / Lämna mig inte här (med Uno Svenningsson) (1987)
- 1989 Ängeln i rummet / Kyssen (1989)
- 1989 Kysser solen / Stay (1989)
- 1990 Honungsvargar / Räds ej natten (1990)
- 1991 Gunga mej" (två versioner) (1991)
- 1991 Vem tänder stjärnorna / Allt du vill gör jag inte (1991)
- 1991 Kom och håll om mej (två versioner) (1991)
- 1991 Lev så / Guldlock (1992)

Kommentarer
Jenny Mattress / You My Friend:
Denna version av Jenny Mattress har endast två verser, till skillnad mot LP-utgåvans version, från 1978, som har tre verser. Denna version finns utgiven på samlings-CD:n För minnenas skull.
Jenny Mattress / Dead Love:
Denna version av Jenny Mattress, inspelad 1981, skiljer sig markant från inspelningen 1978, både till text och musik. Jenny Mattress från 1978 är en ballad, medan Jenny Mattress på denna singel är en poplåt. Denna singel var, enligt text på singelkonvolutets baksida, det första försöket att lansera Eva Dahlgren utomlands.
Rätten till mitt liv / Tired of Love:
En annan version av Rätten till mitt liv, än den som finns på albumet För väntan. Tired of love skiljer sig textmässigt en aning från den version, som finns på samlings-LP:n Känn mej. Inte någon av versionerna av Tired of Love har hittills givits ut på CD.
Ingenting / If I Was the Queen:
Denna inspelning av If I Was the Queen skiljer sig både instrumentalt och vokalt från den inspelning av låten, som finns på samlings-LP:n Känn mej. Denna singels version finns med på samlings-CD:n Fotspår.

### CD-singlar
- 1989 Ängeln i rummet / Kysser solen / Stay (1989)
- 1991 Gunga mej (tre versioner) (1991)
- 1991 Vem tänder stjärnorna / Allt du vill gör jag inte (1991)
- 1991 Kom och håll om mej (tre versioner) (1991)
- 1994 Tro på varann (med Uno Svenningsson) (1994)
- 1995 Stenmannen (1995)
- 1995 När en vild röd ros slår ut doftar hela skogen (två versioner) (1995)
- 1999 Underbara människa (1999)
- 1999 Rik och ökänd (1999)
- 1999 Vem tänder stjärnorna (Live) (1999)
- 2001 Too Many Beliefs (2001)
- 2005 När Jag längtar / De modigas sång (2005)
- 2008 Himlen är inget tak (Med Peter Jöback) (2008)
- 2007 Maria (utgiven i samband med Historiska museets utställning "Maria - drömmen om kvinnan") (2008)

### CD-EP
- 2005 Som ett äventyr / Det som var så viktigt då / Vi säger ingenting / Fyrklöver, EP Äventyr(2006)

### CD-singlar promo
- 1995 Jorden är ett litet rum (1995)
- 1999 För att du är här / Foreign Girl / Rik och ökänd / Kom och håll om mej (1999)
- 1999 Sand (2000)
- 2005 Det som bär mig nu (2005)
- 2007 Jag är inte fri (2007)
- 2007 Syre och eld (2007)

Kommentarer
För att du är här / Foreign Girl / Rik och ökänd / Kom och håll om mej:
Foreign Girl, engelsk version av För att du är här.
Rik och ökänd: 
Denna version av låten skiljer sig markant från den på albumet Lai lai.
Jorden är ett litet rum:
live-version.

### Maxisinglar promo
- 1984 Guldgrävarsång / Don't push (1984)
- 1987 Jag klär av mej naken / Mitt liv (1987)
- 1991 Kom och håll om mej (maxisingel, två versioner) (1991)

Kommentarer
Guldgrävarsång / Don't Push: Jag klär av mig naken / Mitt liv:
12" singel. Versionerna är identiska med de på LP:n resp. CD:n.

### Digitala singlar
- 2020 En liten sång om flykt (2020)
- 2020 Taxi (2020)

### Medverkan på andra produktioner
- Rom i regnet (Albumet Ripp Rapp Ulf Lundell, 1979)
- Älska med mig (Albumet La La La Strix Q, 1981)
- Vandrar i ett sommarregn (Albumet Puls Gyllene Tider, 1982)
- Eldorado, Sakta vi gå genom stan" (Albumet Eldorado Stjärnornas musik, 1982)
- Sexhets, Drömmar av guld, Strömningar (Albumet Musiken från filmen "G", 1983)
- If I Was the Queen, Ingenting, Strömningar, Känn mej, Tired of love, Maktstatus, Sår, Steal me a life, Drömmar av guld, Sexhets, Du, Jenny Mattress, Bara ibland (Albumet Känn mej, 1984)
- The Long and Winding Road (duett med Anders Glenmark) (Albumet ANC-galan, 1985)
- The Long and Winding Road (duett med Anne-Lie Rydé) (Albumet Ad Libitum sjunger Beatles, 1986)
- Himlen kan vente (duett med Henrik Strube) (Albumet Hjertets vagabonder, 1986)
- Du lilla barn, Lilla hand, Nu föds ett barn, Havet låter på ett särskilt sätt, Inatt drömde jag om havet, Gråt inte för att jag är död (Albumet Nu sjunger näktergalen, 1987)
- I Want You (Singel från turnén Rock runt riket 1987 med Ratata och Roxette, 1987)
- Honungsvargar (Albumet Absolute Music 9, 1990)
- Nocturne, Muren och böckerna (Albumet Taube, 1990)
- Den långa färden (Singel Eldkvarn, 1991)
- Ormen, Flickan går på stranden", Ibland blir jag arg, En droppe, Min bästa vän, Du och jag (Albumet Till Amanda.., 1993)
- Tro på varann (duett med Uno Svenningsson) (Albumet Uno, 1994)
- Skygger af skönhed (duett med C V Jörgensen)
- Kvinnan jag drömmer om (duett med Rikard Wolff) (Albumet Min största kärlek, 2000)
- Jag tror på dig (duett med Peter Jöback) (Albumet Jag kommer hem igen till jul, 2003)
- Liten visa om huruvida livet är, Hujeda mej sånt barn han var, Varför och varför (Albumet Barn på nytt, 2003)
- Sov mitt barn (sång med Amel Kthyer och Hela Bassan) (EP Voggesanger fra ondskapens akse, 2003)
- Sleep, My Child (Albumet Lullabies from the Axis of Evil, 2004)
- Främmande fågel (duett med Lisa Ekdahl) (Albumet Olyckssyster, 2004)
- Mitt eget land (Albumet Dubbel Trubbel, 2005)
- Med ögon känsliga för grönt (Albumet Hörberg, Barbro, 2007)
- Bird on the Wire (Albumet Cohen. The Scandinavian report, 2009)
- Never Again, Standing in my rain, Strö lite socker på mej (Albumet Så mycket bättre, säsong 2)
- Jag borde ha varnat dig (duett med Rikard Wolff (Albumet Rikitikitawi, 2011)
- Till dom ensamma (Albumet Kom ut ikväll 2013)
- Natten (Singel med gruppen Samling, 2013)
- Jag vill möta, Du ska komma (duett med Mikael Wiehe) (Albumet Isolde, 2013)
- Fri (med Silvana Imam) (Singel 2017)